# BA Connect
A BA Connect foi uma divisão regional da empresa  britânica British Airways, que além da BA Connect tem mais uma divisão, a British Mediterranean Airways. Sua sede era em Didsbury, Manchester, Inglaterra, e operava uma rede de serviços domésticos e europeus em vários aeroportos no Reino Unido em nome da British Airways. A companhia operou como uma opção de baixo-custo, com comida vendida via um sistema de compra a bordo (exceto em voos para o Aeroporto da Cidade de Londres).